# Polo op de Olympische Zomerspelen 1920
Polo is een van de sporten die beoefend werden tijdens de Olympische Zomerspelen 1920 in Antwerpen.

## Wedstrijdverloop
|  | halve finale                          | halve finale                          |    |                                       | finale                                | finale |
|  |                                       |                                       |    |                                       |                                       |        |
|  | 25 juli – Wellingtonrenbaan, Oostende |                                       |    |                                       |                                       |        |
|  | Spanje                                | 13                                    |    |                                       |                                       |        |
|  | Verenigde Staten                      | 3                                     |    |                                       |                                       |        |
|  |                                       |                                       |    |                                       |                                       |        |
|  |                                       |                                       |    |                                       | 28 juli – Wellingtonrenbaan, Oostende |        |
|  |                                       |                                       |    |                                       | Spanje                                | 11     |
|  |                                       | Groot-Brittannië                      | 13 |                                       |                                       |        |
|  |                                       |                                       |    |                                       |                                       |        |
|  |                                       |                                       |    |                                       | derde plaats                          |        |
|  | 26 juli – Wellingtonrenbaan, Oostende | 26 juli – Wellingtonrenbaan, Oostende |    | 31 juli – Wellingtonrenbaan, Oostende | 31 juli – Wellingtonrenbaan, Oostende |        |
|  | Groot-Brittannië                      | 8                                     |    | Verenigde Staten                      | 11                                    |        |
|  | België                                | 3                                     |    |                                       | België                                | 3      |

## Eindrangschikking
| rang   | sporters | land |
| ------ | --- | ---- |
| Goud   | Tim Melvill Frederick Barrett John Wodehouse Vivian Lockett | GBR  |
| Zilver | Jacobo Fitz-James Stuart y Falcó Hernando Fitz-James Stuart y Falcó José de Figueroa y Alonso-Martínez Álvaro de Figueroa y Alonso-Martínez Leopoldo Sainz de la Maza | ESP  |
| Brons  | Arthur Harris Terry Allen John Montgomery Nelson Margetts | USA  |
| 4      | Alfred Grisar Maurice Lysen Clément Van Der Straten Gaston Peers de Nieuwburgh                                                                                        | BEL  |

Parijs 1900 · 
Londen 1908 · 
Antwerpen 1920 · 
Parijs 1924 · 
Berlijn 1936
Olympische medaillewinnaars
Atletiek · Boksen · Boogschieten · Gewichtheffen · Hockey · Kunstrijden · Kunstwedstrijden · Moderne vijfkamp · Paardensport · Polo · Roeien · Rugby · Schermen · Schietsport · Schoonspringen · Tennis · Touwtrekken · Turnen · Voetbal · Waterpolo · Wielersport · Worstelen · IJshockey · Zeilen · Zwemmen